# Riwaka
Riwaka – miasto w Nowej Zelandii, na Wyspie Południowej, w regionie Tasman.